# John Yaw Afoakwa
John Yaw Afoakwa (ur. 26 stycznia 1955 w Akrokerry) – ghański duchowny rzymskokatolicki, od 2015 biskup Obuasi.

## Życiorys
Święcenia kapłańskie otrzymał 11 lipca 1992 i został inkardynowany do archidiecezji Kumasi. Pracował w miejscowym kolegium jako nauczyciel i kapelan. Od 1995 był prezbiterem nowo powstałej diecezji Obuasi. Pełnił funkcje m.in. dyrektora kilku kurialnych wydziałów, rektora kościołów w Akaporiso i Obuasi oraz kapelana kliniki w Bodwesango.
22 listopada 2014 został prekonizowany biskupem Obuasi. Święceń biskupich udzielił mu 10 stycznia 2015 abp Gabriel Justice Yaw Anokye.